# アイランド湖 (マニトバ州)
アイランド湖はカナダのマニトバ州北東部にある湖。
面積1,223km2で、州内では6番目の大きさ。ヘイズ川水系に属す。アイランドレイク川が湖北西部から流れ出し、グース湖やビーバーヒル湖を経由してゴッズ湖へと至っている。
湖周辺のファースト・ネーションの集落としてワサガマック、セントレセサポイント、ガーデンヒル、アイランドレイクがある。
|  |  |  |